# Kelston (Somerset)
Kelston est une paroisse civile et un village du Somerset, en Angleterre.